# Vittorio Giardino

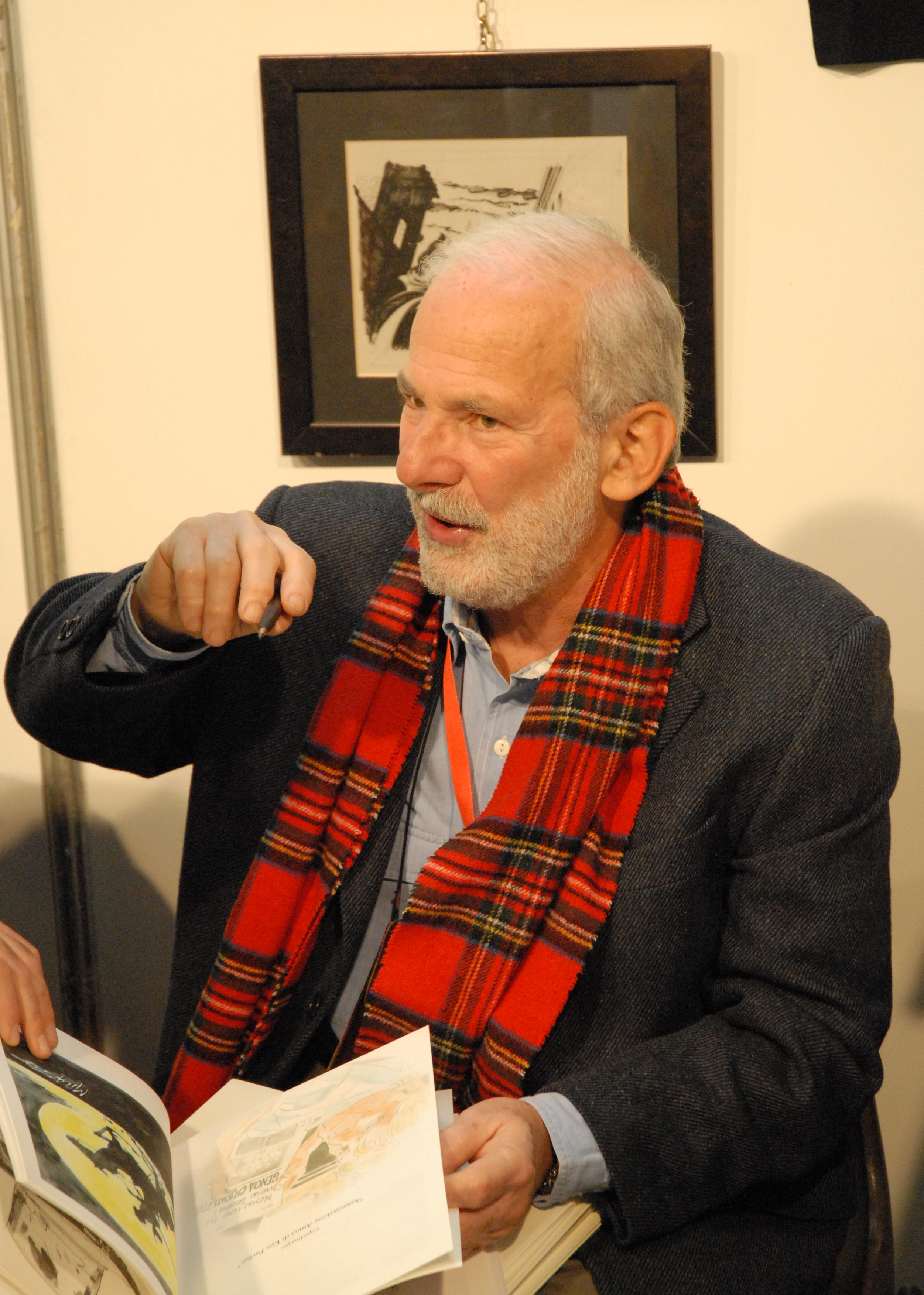
Vittorio Giardino – Lucca Comics&Games 2010.

Vittorio Giardino (* 24. Dezember 1946 in Bologna) ist ein italienischer Comiczeichner und -autor.
Giardino studierte in seiner Geburtsstadt Elektrotechnik und schloss sein Studium 1969 ab. Nach neun Jahren in seinem Studienberuf gab er diesen auf und entschied sich, Comiczeichner zu werden. Sein erster Comic Pax Romana erschien 1978. Im folgenden Jahr erschienen die ersten Abenteuer des von ihm geschaffenen Privatdetektivs Sam Pezzo. Weitere Comicreihen Giardinos sind, neben diversen Einzeltiteln, Max Friedman, Jonas Fink und der sich an Winsor McCays Little Nemo anlehnende erotische Comic-Strip Little Ego.
Giardinos Zeichenstil orientiert sich an der Ligne claire. Er wurde 1982 mit dem Yellow Kid und 1999 in der Kategorie Best American Edition of Foreign Material mit dem Harvey Award ausgezeichnet.